# Tętnica naczyniówkowa przednia

Koło tętnicze mózgu. Widoczna tętnica naczyniówkowa przednia.

Tętnica naczyniówkowa przednia (łac. arteria choroidea anterior) – w anatomii człowieka cienka tętnica będąca jedną z gałęzi mózgowych tętnicy szyjnej wewnętrznej, odchodzącą od niej kilka milimetrów za odejściem tętnicy łączącej tylnej. 
Od tętnicy naczyniówkowej przedniej odchodzą:
- gałęzie naczyniówkowe do splotu naczyniówkowego komory bocznej,
- gałęzie środkowe do jądra soczewkowatego, tylnej odnogi torebki wewnętrznej i ogona jądra ogoniastego,
- gałęzie do międzymózgowia i śródmózgowia[1].